# Controlled By Fear
Controlled By Fear är titeln på en split-EP mellan det japanska respektive engelska kängpunkbanden Disclose och Cruelty. Skivan släpptes år 2005 av Final Attempt Records och Room101 Records.

## Låtlista

### Sida A (Disclose)
1. Controlled By Fear
2. Desperate Cry
3. Doomed to Die
4. Just Another Warsystem (Bonus Track)

### Sida B (Cruelty)
1. And the Bombs Fell Like Rain
2. Reduced to Ruins
3. Faces Tired of Life